# Desejo (minissérie)
Desejo é uma minissérie brasileira produzida e exibida pela TV Globo de 27 de maio a 22 de junho de 1990, em 17 capítulos.
Escrita por Gloria Perez, com colaboração de Margareth Martins, teve direção de Wolf Maya e Denise Saraceni e direção geral de Wolf Maya.
Contou com Tarcísio Meira, Vera Fischer, Guilherme Fontes, Marcos Winter, Marcos Palmeira, Cláudio Cavalcanti, Leonardo Villar e Nathália Timberg nos papéis principais.

## Sinopse
A trama contava, de forma romanceada, o episódio conhecido como "A Tragédia da Piedade", quando o escritor Euclides da Cunha foi morto por Dilermando de Assis, amante de sua mulher Ana Emília Ribeiro, indo a fundo no trabalho de pesquisa e reprodução da época (começo do século XX), com os antecedentes do fato ocorrido e, também, os desdobramentos do caso, que culminou na absolvição de Dilermando.

## Elenco
- Tarcísio Meira - Euclides da Cunha
- Vera Fischer - Saninha (Ana de Assis)
- Guilherme Fontes - Dilermando de Assis
- Marcos Winter - Dinorah de Assis
- Marcos Palmeira - Solón Ribeiro da Cunha
- Cláudio Cavalcanti - Nestor da Cunha
- Marcelo Serrado - Quidinho (Euclides da Cunha Filho)
- Leonardo Villar - Dr. Rodrigues
- Nathália Timberg - Túlia Ribeiro
- Deborah Evelyn - Alcmena Solon Ribeiro
- Othon Bastos - Delegado Oliveira Alcântara
- Vera Holtz - Angélica
- Eliane Giardini - Lucinda
- Luiz Maçãs - Aldroaldo Solon Ribeiro
- Thaís de Campos - Augusta Ribeiro
- Wolf Maya - Dr. Evaristo de Morais
- Hélio Ary - Noronha
- Carlos Gregório - Arnaldo
- Ivan de Albuquerque - Coelho Neto
- Thelma Reston - Tiarê
- Léa Garcia - Mariana
- Cléa Simões - Velha (Ana de Lima)
- Daniel Lobo - Afonsinho (Manoel Affonso Ribeiro da Cunha)
- Guilherme Corrêa - Dr. Júlio Mesquita
- Isaac Bardavid - Dr. Diocleciano
- Edney Giovenazzi - Camilo Ratto
- José Roberto Marinho - Irineu Marinho
- Chico Tenreiro - Olavo Bilac
- Anna Aguiar - Marieta
- Edgard Amorim - Mário Barbedo
- Norma Geraldy - Henriqueta
- Caio Junqueira - Quidinho (Euclides da Cunha Filho - criança)
- Fabrício Bittar - Afonsinho (Manoel Affonso Ribeiro da Cunha - criança)
- Maria Mariana - Judith Ribeiro de Assis (creditada como Mariana de Oliveira)
- Oberdan Júnior - João Ribeiro de Assis

### Participação especial
- Oswaldo Loureiro - Frederico Solon de Sampaio Ribeiro
- Ricardo Kosovsky - Antônio
- Oswaldo Louzada - Dr. Érico Coelho
- Vera Zimmerman - Joaquina
- Valdir Espinosa - Dirigente do Botafogo
- José Steinberg - Médico do Ginásio Nacional
- Vinícius Salvatori - Policial
- Guilherme Corrêa - jornalista
- José Plínio - repórter
- Luís Salém - repórter
- Eri Johnson - repórter
- Luciano Vianna - repórter
- Vinícius Salvatori - Policial
- Enrique Diaz - colega de Quidinho na Marinha
- Sheila Matos - prostituta
- Roberto Pirillo - Escrivão Fernandes
- Nildo Parente - médico de Dilermando
- Ivan Mesquita - advogado de Nestor e Quidinho
- Paulo Pinheiro - Promotor

## Produção
A minissérie foi lançada com grande estardalhaço, a fim de combater o estrondoso sucesso de Pantanal na Rede Manchete. Para tanto, a emissora utilizou-se de um expediente mais comum na concorrência: lançou a série num domingo, a fim de não dividir as atenções com o capítulo de Pantanal da terça-feira para qual a minissérie estava anteriormente programada para estrear.
A minissérie também utilizou como locação a casa onde fora gravado o Sítio do Pica Pau Amarelo, localizada em um sítio em Barra de Guaratiba, Rio de Janeiro, na Estrada Burle Marx, além de locações externas no Nova Friburgo Country Clube, em Nova Friburgo, na região serrana fluminense.
A também historiadora Glória Perez utilizou farto material de pesquisa, recompondo todos os passos de Euclides da Cunha na semana anterior à sua morte e estudando os artigos veiculados pela imprensa nos primeiros 15 dias depois da tragédia, para verificar que opinião pública se formara sobre o fato. Além disso, a autora teve acesso à correspondência entre Dilermando e Ana. Serviram como fontes de pesquisa para Glória Perez: os autos do Processo-Crime número 1909/1909 e os autos do Inventário do escritor Euclides da Cunha; a Tribuna do Advogado - edição da OAB/RJ; jornais da época depositados na Biblioteca Nacional; os livros Um Nome, Uma Vida, Uma Obra, Um Conselho de Guerra e A Tragédia da Piedade , todos de Dilermando de Assis; o livro Ana de Assis - História de um Trágico Amor de Judith Ribeiro de Assis e Jefferson de Andrade; o livro A Vida Dramática de Euclides da Cunha, de Eloi Pontes; o livro Euclides da Cunha de Silvio Rabello e o livro O Desastre Amoroso de Euclides da Cunha de Umberto Peregrino, conforme divulgado nos créditos finais da minissérie.
A direção esteve a cargo de Wolf Maya, que também participou vivendo Evaristo de Moraes, o célebre advogado que defendeu Dilermando de Assis.

## Exibição
Foi reprisada pela primeira vez entre 04 de abril a 21 de abril de 1995, às 22h30 substituindo Anos Rebeldes. Foi reprisada pela segunda vez entre 06 de outubro a 16 de outubro de 1998.
Foi reprisada pelo Viva entre 2 de novembro e 24 de novembro de 2010, substituindo a minissérie Engraçadinha e sendo sucedida pela minissérie Chiquinha Gonzaga . Foi novamente reprisada pelo Viva entre 18 de julho e 9 de agosto de 2011, sendo substituída pela minissérie Agosto .

### Outras Mídias
Em 6 de fevereiro de 2023, foi disponibilizada na íntegra no Globoplay, como parte do Projeto Resgate.